# (2676) Aarhus
(2676) Aarhus est un astéroïde de la ceinture principale découvert le 25 août 1933 par l'astronome allemand Karl Wilhelm Reinmuth. Le lieu de découverte est Heidelberg (024). Sa désignation provisoire était 1933 QV.